# 찰치우틀리쿠에

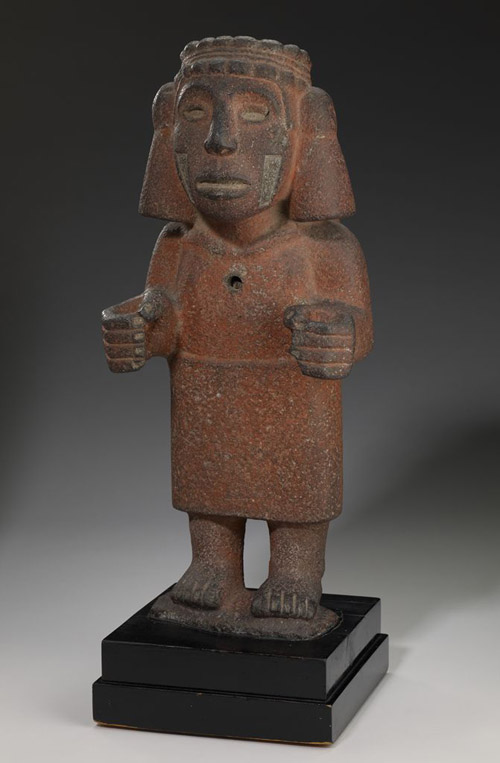
찰치우틀리쿠에 알려지지 않은 아즈텍 예술가, 1200–1521, 회색 현무암, 붉은 황토. 미니애폴리스 예술대학, 2009.33

찰치우틀리쿠에(Chalchiuhtlicue)는 아즈텍 신화에서 물, 강, 바다, 개울, 폭풍, 세례의 여신이다.  그녀는 출산과 관련이 있으며 출산의 후원자이다. 찰치우틀리쿠에는 스페인 정복 당시 아즈텍 문화에서 높은 존경을 받았으며 멕시코 중부의 후고전기 아즈텍 제국에서 중요한 신적 인물이었다. 찰치우틀리쿠에는 더 큰 아즈텍 비의 신 집단에 속하며, 그녀는 찰치우틀라토날이라는 또 다른 아즈텍 물의 신과 밀접한 관련이 있다.

## 종교적 의미
찰치우틀리쿠에는 "비취 치마의 그녀"로 가장 일반적으로 해석된다. 또한 그녀는 틀락스칼란 공화국에 거주했던 원주민 그룹인 틀락스칼텍인에 의해 찰치우틀라토낙과 마틀랄쿠에예로도 알려졌다.
찰치우틀리쿠에는 비의 신 틀랄록의 아내 또는 자매였다. 틀랄록과 찰치우틀리쿠에는 둘 다 물의 신이라는 점에서 유사한 속성을 공유한다. 그러나 찰치우틀리쿠에는 틀랄록과 달리 종종 지하수와 관련이 있었다. 그녀는 또한 아즈텍의 달의 신 테크시스테카틀의 어머니이기도 했다. 다른 문헌에 따르면 그녀는 아즈텍의 고위 신인 우이테쿠틀리의 아내였다.
아즈텍 종교에서 찰치쿠틀리쿠에는 틀랄록이 틀랄로칸을 통치하도록 돕는다. 그녀는 작물에 비옥함을 가져오고 여성과 어린이를 보호하는 것으로 여겨졌다.
신화에 따르면 그녀는 한때 태양과 달을 먹었다. 대부분의 아즈텍 물의 신들이 그렇듯이 그녀는 종종 뱀과 관련이 있다. 물과 다산에 대한 그녀의 연관성은 자궁과 물에 대한 아즈텍의 연관성을 말해주는 것으로 생각된다. 그녀는 종종 아즈텍 신화에서 생명을 주는 자와 생명을 끊는 이중 역할을 보류했다. 아즈텍 창조 신화인 다섯 개의 태양에서 찰치우틀리쿠에는 네 번째 태양 또는 네 번째 세계인 나우이 아틀을 관장했다. 찰치우틀리쿠에는 틀랄록이 그녀를 학대한 것 때문에 52년 동안 내린 비를 풀어 거대한 홍수를 일으켜 제4의 태양을 파괴한 것으로 여겨진다. 그녀는 하늘과 땅을 연결하는 다리를 만들었고 찰치우틀리쿠에의 선한 은총 속에 있던 사람들은 다리를 건널 수 있었고 다른 사람들은 물고기로 변했다. 홍수 이후 다섯 번째 태양이 발달했다. 다섯 번째 태양은 우리가 지금 차지하고 있는 세계이다. 아즈텍인들은 그녀의 통치 하에서 처음으로 옥수수를 사용하기 시작했으며, 이는 아즈텍 식단과 경제의 가장 중요한 요소가 되었다.
찰치우틀리쿠에는 익사 사고로 사망한 사람들의 죽음에 연루된 것으로 여겨질 뿐만 아니라 물의 많은 매혹과 관련이 있다.
물과 관련된 죽음 외에도 찰치우틀리쿠에는 출생 의식, 희생 희생자와 의식 배우의 목욕, 사법부 정화, 왕실 서임 및 의식 폐기물 재활용을 주재했다.
찰치우틀리쿠에는 종종 "인간의 마음을 상징하는 과일이 가득한 가시 배 선인장이 자라는 강"으로 묘사되었다. (슈워츠 2018, 14). 그녀는 산파, 증기 목욕, 정화, 죄의 아즈텍 여신인 틀라솔테오틀과 혼동해서는 안 되지만 젊음, 아름다움, 간통의 후원자, 열정의 화신으로 여겨졌다. . 두 여신은 종종 겹쳐지지만 서로 구별된다.

## 같이 보기
- 창조 신화

### 서지
- Berlo, Janet Catherine (1992). 〈Icons and Ideologies at Teotihuacan: The Great Goddess Reconsidered〉.   Janet Catherine Berlo. 《Art, Ideology, and the City of Teotihuacan: A Symposium at Dumbarton Oaks, 8 and 9 October 1988》. Washington, D.C.: Dumbarton Oaks Research Library and Collection. 129–168쪽. ISBN 0-88402-205-6. OCLC 25547129.
- Durán, Diego (1971) [1574–79]. 《Book of the Gods and Rites and The Ancient Calendar》. Civilization of the American Indian series, no. 102. Translated and edited by Fernando Horcasitas and Doris Heyden, with a Foreword by Miguel León-Portilla translation of Libro de los dioses y ritos a El caleario antiguo, 1 English판. Norman: University of Oklahoma Press. ISBN 0-8061-0889-4. OCLC 149976.
- Olivier, Guilhem, and Susan Romanosky. "Chalchiuhtlicue." In Davíd Carrasco (ed). The Oxford Encyclopedia of Mesoamerican Cultures. Vol 1. New York : Oxford University Press, 2001. ISBN 9780195188431
- Miller, Mary; Karl Taube (1993). 《The Gods and Symbols of Ancient Mexico and the Maya: An Illustrated Dictionary of Mesoamerican Religion》. London: Thames & Hudson. ISBN 0-500-05068-6. OCLC 27667317.
- Pasztory, Esther (1997). 《Teotihuacan: An Experiment in Living》. foreword by Enrique Florescano. Norman: University of Oklahoma Press. ISBN 0-292-76597-5. OCLC 56405008.
- Read, Kay Almere; Jason J. González (2002). 《Handbook of Mesoamerican Mythology: A Guide to the Gods, Heroes, Rituals, and Beliefs of Mexico and Central America》. Oxford and New York: Oxford University Press. ISBN 0-19-514909-2. OCLC 77857686.
- Taube, Karl A. (1993). 《Aztec and Maya Myths》 4 University of Texas printing판. Austin: University of Texas Press. ISBN 0-292-78130-X. OCLC 29124568.